# Балберта
Балберта — древний город цивилизации майя, расположенный на тихоокеанском побережье Гватемалы. Был построен в ранний классический период.
Этот город уникален тем, что его древнейшие постройки сохранились, а не были погребёны под более молодыми строениями, как случилось во многих других поселениях майя.
Вскоре после основания Балберта стала одним из крупнейших майянских ранне-классических городов на побережье Тихого океана, рассвет города пришёлся на 200—400 годах н. э. Балберта торговала с далёким Теотиуаканом в долине Мехико. Какао, особо ценимый продукт в Мезоамерике, вероятно, было одной из основных статей экспорта города. По неизвестным причинам Балберта была покинут жителями около 400 года.

## Местоположение
Балберта расположена в департаменте Эскуинтла, приблизительно равномерно между реками Ла-Гомерой и Ачигуатой, стекающих с Гватемальского нагорья, примерно в 19 км от побережья и в 90 км к юго-востоку от города Каминальхуйу. Балберта лежит на высоте 34 метров над уровнем моря на плоской прибрежной равнине шириной около 30 км. Почвы песчаные, образованы равнинными осадочными отложениями, они плодородны и подходят для выращивания различных сельскохозяйственных культур. Город находится на территории четырёх плантаций — Санта-Рита, Сан-Карлос, Санта-Моника и Сан-Патрисио — на которых выращивается сахарный тростник, хлопок и кукуруза.
Местный ландшафт постоянно меняется из-за сезонного выхода из берегов реки Ачигуаты.

## Экономика
Многочисленные находки предметов, изготовленных в отдалённых областях (например, обсидиановые изделия из Теотиуакана), говорят о том, что Балберта вела оживлённую торговлю с другими городами. На экспорт, вероятно, шло какао.

## Балберта иТеотиуакан
Теотиуакан стал доминирующей городом в Центральной Америке, и правители Балберты, вероятно, использовали торговые отношения с ним, чтобы получить экономические и военные преимущества над своими ближайшими соседями. Следует отметить, что население Каминальхуйу, главного города в близлежащих горах Гватемалы, заметно снизилось в период расцвета Балберты в 200—400 годах.
Сначала присутствие Теотиуакана в регионе ограничивалось приобретением экзотических товаров (например, какао), ради которого он заключил коммерческие соглашения с Балбертой. Однако, после ухудшения отношений между ними, Теотиуакан стал вести более агрессивную политику. Падение Балберты как крупного центра может быть связано с изменением внешней политики Теотиуакана, начавшего непосредственное военное вмешательство в области майя, отразившееся и на более крупных центрах вроде Тикаль. Теотиуакан, вероятно, основал колонии в этом регионе. Было высказано предположение, что колонии Теотиуакана начали войну против Балберты, что привело к краху этого города-государства.

## Город
Первое исследование города провёл Фредерико Бове. Он установил, что центр города состоял из нескольких храмов, построенных на большой платформе. Архитектурный стиль города соответствовал местной традиции, по которой города состояли из площадей с ориентированными комплексами построек. Центр Бальерты состоит из 22 комплексов и занимает площадь 18 га.
Центр города был защищен стеной от 3 до 4 метров в высоту. Кроме того, путём перенаправления природного водотока, формировался ров.
Во время археологических раскопок было найдено множество нефритовых шариков, изделий из обсидиана, и какао-бобов.
Во время исследований, проведённых в 1984—1987 годах, были найдены 26 погребений, из которых 23 — во внутри храмовых комплексах. 24 погребения были ориентированы с востока на запад, черепом на запад; оставшиеся 2 погребения — ориентированы с севера на юг, черепом на север. Большинство захоронений были покрыты красной краской.
Основная часть центра города расположена на платформе Плаза, 2-метровой высоты, размерами 360 на 200 метров, с 16 комплексами на ней, расположенными в пять рядов.
Комплекс 1 (или большая платформа) находится непосредственно к северу от платформы Плаза. Он с наклонными боковыми сторонами и очень широкой верхней площадкой. Комплекс прошёл три основных этапа строительства. Самую раннюю структуру составляла низкая платформа из уплотнённой глины, всего 40 сантиметров в высоту. На втором этапе его строительства платформа была увеличена до 3 метров в высоту и охватила почти всю площадь, которую занимает её окончательный вариант. Завершающая структура была создана с помощью слоёв уплотнённой глины, разделённых тонким слоем песка и мягкой глины. Окончательный размер платформы составил 190 на 160 метров. Её поверхность имеет два уровня, известные как низкая (высотой 4 метра) и высокая (высотой 7 метров) платформы. Внутри комплекса были найдены захоронения знати. Среди находок: нефритовые и обсидиановые изделия, керамический шар и керамические урны.
Также можно отметить ещё несколько комплексов:
- Комплекс 4 находится на платформе Плаза.
- Комплекс 8 также расположен на платформе Плаза.
- Комплекс 10 находится в центре платформы Плаза. Это самый высокий комплекс на площади, он состоит из пирамид, высотой 8 метров. Комплекс, строился, по крайней мере, в шесть этапов.
- Комплекс 13 находится на платформе Плаза.
- Комплекс 21 является второй по величине структурой (после Комплекса 1).